# Jacques Martineau
Pour les articles homonymes, voir Martineau.
Jacques Martineau est un réalisateur et scénariste français, né le 8 juillet 1963 à Montpellier, Hérault.

## Biographie
Après avoir passé son adolescence à Nice, Jacques Martineau étudie à l'École normale supérieure, où il obtient une agrégation de lettres et un doctorat. Son parcours universitaire l'amène à enseigner en qualité de maître de conférences à l'université Paris X de Nanterre au département Lettres Langues Philosophie (LLphi).
En 1997, il entame une carrière artistique avec son compagnon Olivier Ducastel. Ils réalisent ensemble leur premier long métrage, une comédie musicale, Jeanne et le Garçon formidable (1998). Suivent Drôle de Félix (2000) et Crustacés et Coquillages (2005) qui décrivent une « homosexualité tranquille, assumée », selon Alain Brassart, auteur de L'Homosexualité dans le cinéma français,.
Il milite au sein d'Act Up depuis sa création,,.

## Filmographie
(En collaboration avec Olivier Ducastel)

### Cinéma
- 1998 : Jeanne et le Garçon formidable
- 2000 : Drôle de Félix
- 2002 : Ma vraie vie à Rouen
- 2005 : Crustacés et Coquillages
- 2008 : Nés en 68
- 2010 : L'Arbre et la Forêt
- 2016 : Théo et Hugo dans le même bateau – prix du public des Teddy Awards (Berlinale)
- 2019 : Haut-Perchés

### Télévision
- 2010 : Juste la fin du monde de Jean-Luc Lagarce